# فيل غريفيثز (دراج)
فيل غريفيثز (بالإنجليزية: Phil Griffiths) هو دراج بريطاني، ولد في 18 مارس 1949 في غيانا البريطانية.

## وصلات خارجية
- فيل غريفيثز على موقع أرشيف الدراجات (الإنجليزية)
- فيل غريفيثز على موقع إحصائيات الدراجات الإحترافية (الإنجليزية)
- فيل غريفيثز على موقع أوليمبيديا (الإنجليزية)